# Edmondo Plantageneto, II conte di Kent
Edmund di Kent (1326 – 5 ottobre 1331) è stato un nobile inglese, conte di Kent.

## Biografia
Era figlio di Edmondo Plantageneto, I conte di Kent, e di Margaret Wake, terza baronessa Wake di Liddel. Suoi nonni paterni erano Edoardo I d'Inghilterra e la principessa Margherita di Francia. Sua madre invece discendeva da Llywelyn il Grande.
Nel 1330 su richiesta di sua madre e dopo l'esecuzione di suo padre, Edmund venne riconosciuto conte di Kent.
Morì nel 1331 e suo erede fu il fratello minore Giovanni.

## Ascendenza
|                                        |                        |                        | Genitori                           |  |  | Nonni |  |  | Bisnonni                 |  |  | Trisnonni              |  |
|                                        |                        |                        |                                    |  |  |       |  |  | Enrico III d'Inghilterra |  |  | Giovanni d'Inghilterra |  |
|                                        |                        |                        |                                    |  |  |       |  |  | Enrico III d'Inghilterra |  |  | Giovanni d'Inghilterra |  |
|                                        |                        | Isabella d'Angoulême   |                                    |  |  |       |  |  | Enrico III d'Inghilterra |  |  |                        |  |
| Edoardo I d'Inghilterra                |                        |                        |                                    |  |  |       |  |  | Enrico III d'Inghilterra |  |  |                        |  |
|                                        |                        | Eleonora di Provenza   | Raimondo Berengario IV di Provenza |  |  |       |  |  |                          |  |  |                        |  |
|                                        |                        | Eleonora di Provenza   | Raimondo Berengario IV di Provenza |  |  |       |  |  |                          |  |  |                        |  |
|                                        |                        | Eleonora di Provenza   | Beatrice di Savoia (1206-1266)     |  |  |       |  |  |                          |  |  |                        |  |
| Edmondo Plantageneto, I conte di Kent  |                        | Eleonora di Provenza   |                                    |  |  |       |  |  |                          |  |  |                        |  |
|                                        |                        | Filippo III di Francia | Luigi IX di Francia                |  |  |       |  |  |                          |  |  |                        |  |
|                                        |                        | Filippo III di Francia | Luigi IX di Francia                |  |  |       |  |  |                          |  |  |                        |  |
|                                        |                        | Filippo III di Francia | Margherita di Provenza             |  |  |       |  |  |                          |  |  |                        |  |
| Marguerite de France                   |                        | Filippo III di Francia |                                    |  |  |       |  |  |                          |  |  |                        |  |
|                                        |                        | Maria di Brabante      | Enrico III di Brabante             |  |  |       |  |  |                          |  |  |                        |  |
|                                        |                        | Maria di Brabante      | Enrico III di Brabante             |  |  |       |  |  |                          |  |  |                        |  |
|                                        |                        | Maria di Brabante      | Alice di Borgogna                  |  |  |       |  |  |                          |  |  |                        |  |
| Edmondo Plantageneto, II conte di Kent |                        | Maria di Brabante      |                                    |  |  |       |  |  |                          |  |  |                        |  |
|                                        | Baldwin di Liddel Wake | Hugh di Bourne Wake    |                                    |  |  |       |  |  |                          |  |  |                        |  |
|                                        | Baldwin di Liddel Wake | Hugh di Bourne Wake    |                                    |  |  |       |  |  |                          |  |  |                        |  |
|                                        | Baldwin di Liddel Wake | Joan de Stuteville     |                                    |  |  |       |  |  |                          |  |  |                        |  |
| John Wake I barone Wake di Liddel      | Baldwin di Liddel Wake |                        |                                    |  |  |       |  |  |                          |  |  |                        |  |
|                                        |                        | Hawise de Quincy       | Robert de Quincy                   |  |  |       |  |  |                          |  |  |                        |  |
|                                        |                        | Hawise de Quincy       | Robert de Quincy                   |  |  |       |  |  |                          |  |  |                        |  |
|                                        |                        | Hawise de Quincy       | Elen ferch Llywelyn                |  |  |       |  |  |                          |  |  |                        |  |
| Margaret Wake                          |                        | Hawise de Quincy       |                                    |  |  |       |  |  |                          |  |  |                        |  |
|                                        |                        | William de Fiennes     | Enguerrand II de Fiennes           |  |  |       |  |  |                          |  |  |                        |  |
|                                        |                        | William de Fiennes     | Enguerrand II de Fiennes           |  |  |       |  |  |                          |  |  |                        |  |
|                                        |                        | William de Fiennes     | Isabelle de Condè                  |  |  |       |  |  |                          |  |  |                        |  |
| Joan Fiennes                           |                        | William de Fiennes     |                                    |  |  |       |  |  |                          |  |  |                        |  |
|                                        |                        | Blanche de Brienne     | John de Brienne                    |  |  |       |  |  |                          |  |  |                        |  |
|                                        |                        | Blanche de Brienne     | John de Brienne                    |  |  |       |  |  |                          |  |  |                        |  |
|                                        |                        | Blanche de Brienne     | Jeanne, Dame de Chateaudun         |  |  |       |  |  |                          |  |  |                        |  |
|                                        |                        | Blanche de Brienne     |                                    |  |  |       |  |  |                          |  |  |                        |  |